# Paul-Michel Dupuy
Pour les articles homonymes, voir Dupuy.

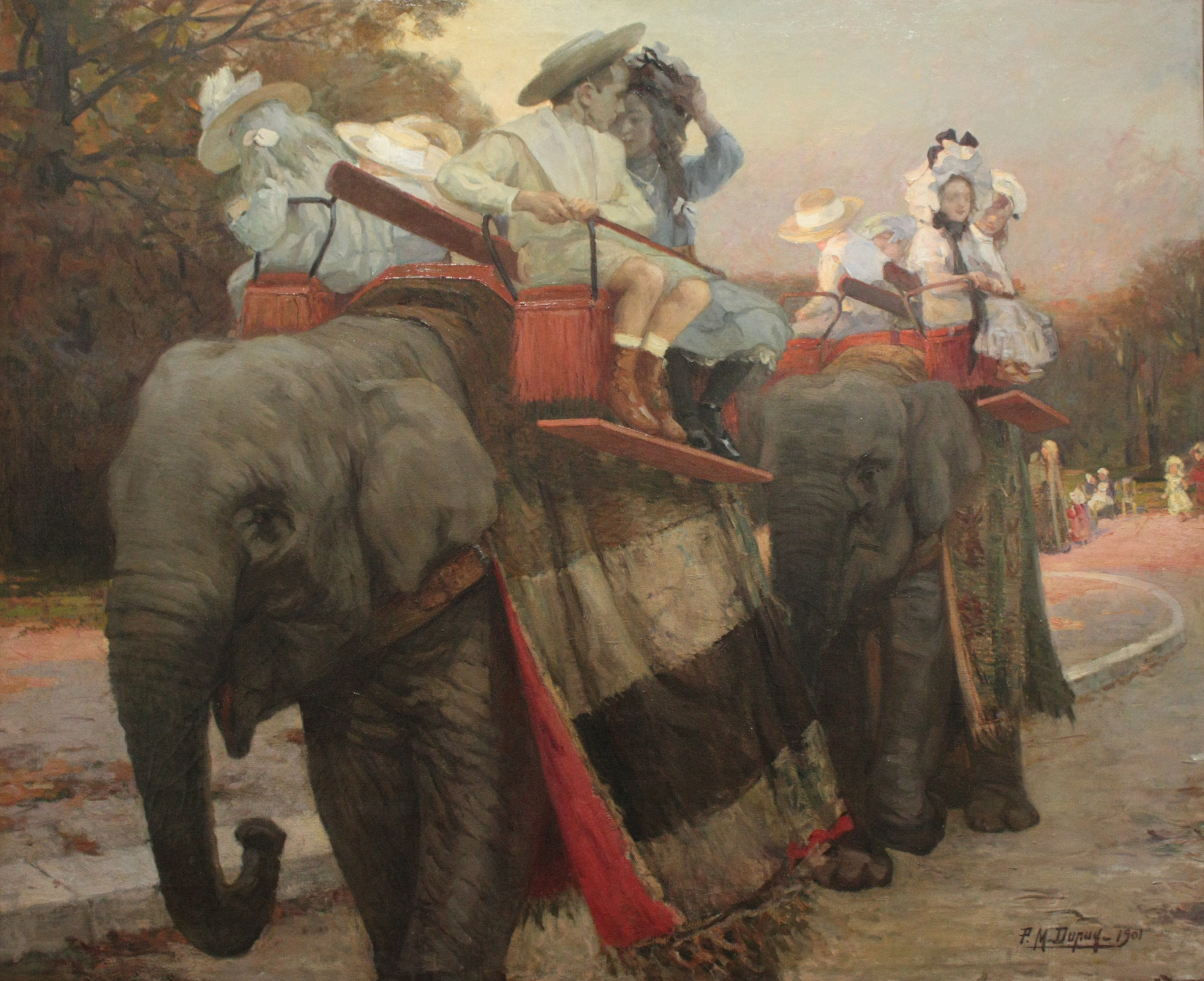
Jardin d'acclimatation (1901), par Paul-Michel Dupuy, Musée des beaux-arts de Pau

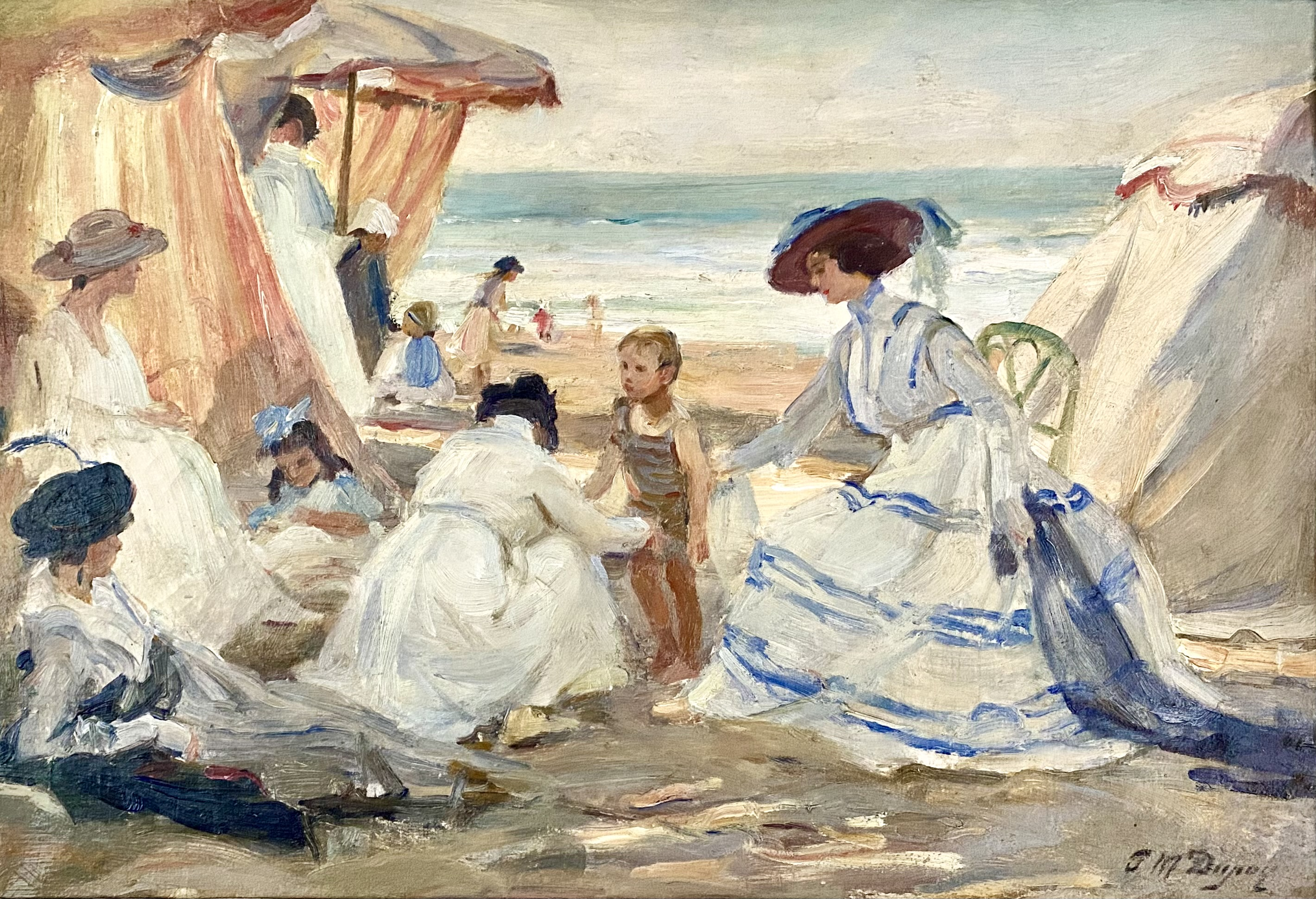
Sur La Plage a Trouville par Paul Michel Dupuy

Paul-Michel Dupuy, né à Pau le 22 mars 1869 et mort à Paris le 2 novembre 1949, est un peintre français. 

## Biographie
Élève d'Albert Maignan et de Léon Bonnat, il expose tous les ans au Salon des artistes français dès 1897, y devient membre du jury et est classé en hors-concours.
Chevalier de la Légion d'honneur, ses œuvres sont conservées au Musée du Luxembourg et au Petit-Palais ainsi que dans de nombreux musées des beaux-arts, entre autres, à Philadelphie, Sydney, Pau, Saint-Étienne, Bourges, Vierzon ou Roubaix. La toile Le Luxembourg est au Palais du Sénat et Bateliers au port Henri-Quatre au Petit-Palais. Au Ministère de l'Agriculture figure le panneau décoratif Le Blé et la décoration du grand salon.
Il repose au cimetière du Père Lachaise (1re division), à Paris.

## Élève
- Simone Barbié (1909-1988)[3].